# BD-10°3166
BD-10°3166 é uma estrela de tipo G da sequência principal, localizada a 218 anos-luz de distância na constelação de Crater. Ela não está no catálogo Henry Draper. O satélite Hipparcos não a estudou, então sua distância era desconhecida. Uma medição fotométrica de distância recente deu uma distância aproximada de 218 anos-luz. 
BD-10°3166 é muito enriquecida com metais, tendo três vezes a metalicidade do Sol. Em 2000, o California and Carnegie Planet Search descobriu um planeta extrassolar Júpiter quente com um pouco menos da metade da massa de Júpiter, que leva apenas 3,49 dias para orbitar BD-10°3166.
| Planeta | Massa             | Semieixo maior (UA) | Período orbital (dias) | Excentricidade |
| ------- | ----------------- | ------------------- | ---------------------- | -------------- |
| b       | >0,458 ± 0,039 MJ | 0,0452 ± 0,0026     | 3,48777 ± 0,00011      | 0,019 ± 0,023  |